# Sergio Rodríguez Vicente
Sergio Rodríguez Vicente es un deportista español que compitió en duatlón. Ganó una medalla de plata en el Campeonato Mundial de Duatlón de Larga Distancia de 2004.

## Palmarés internacional
| Campeonato Mundial | Campeonato Mundial     | Campeonato Mundial | Campeonato Mundial |
| Año                | Lugar                  | Medalla            | Prueba             |
| ------------------ | ---------------------- | ------------------ | ------------------ |
| 2004               | Fredericia (Dinamarca) | Medalla de plata   | Individual         |